# Cryophis hallbergi
Cryophis hallbergi — вид змій родини полозових (Colubridae). Ендемік Мексики. Вид названий на честь американського ботаніка Томаса Буна Холлберга. Це єдиний представник монотипового роду Cryophis.

## Поширення і екологія
Cryophis hallbergi мешкають в горах Сьєрра-Хуарес і Сьєрра-Масатека на півночі штату Оахака. Вони живуть в гірських хмарних лісах, на висоті від 1200 до 1865 м над рівнем моря. Відкладають яйця.